# Discursus
Discursus / Брустури — українське видавництво, створене в 2013 році на Івано-Франківщині. Її засновники Василь Карп'юк та Ярослав Голодюк.

## Видавнича діяльність
Бренд Discursus зосереджується на виданні сучасних українських авторів. Зокрема, це Степан Процюк, Олег Криштопа, Поліна Кулакова та ін.
Бренд «Брустури», започаткований у 2016 р., спеціалізується на літературі про Карпати і Гуцульщину. Це єдиний в Україні видавничий бренд, який систематично видає і популяризує книжки про Гуцульщину, в тому числі написані гуцульською говіркою. За цей час у видавництві вийшла ціла низка важливих видань:
• «Дідо Иванчік», Петро Шекерик-Доників
• «Опришки. Народні оповідання», Петро Шекерик-Доників
• «Колєдники», Петро Шекерик-Доників
• «Жьиб’ївські новелі», Онуфрій Манчук
• «Камінна душя», Гнат Хоткевич
• «Довбуш», Гнат Хоткевич
• «Мила книжечка», Параска Плитка-Горицвіт
• «Райска птиця. Зібрання творів», Марко Черемшина
• «Тіни забутих предків», Михайло Коцюбинський
• «Терен у нозі. Гуцульська проза», Іван Франко
• «Повертин», Василь Шкурган
• «Ґруні та й ґражди», Василь Зеленчук
• «Баба Федиха», Уляна Маляр
• «У нас, гуцулів. Сім книжок», Люба-Параскевія Стринадюк
• «По татовому плечу», Люба-Параскевія Стринадюк
• «Місце Сили», Іванна Стеф'юк
• «Про вас», Іванна Стеф'юк
• «Дідова правда», Іванна Стеф'юк
• «Повні бесаги мудрости. Гуцульські приповідки, прислів’я, коломийки», Роман Киселюк
«Світ потребує радости: гуцульські приповідки, прислів’я, коломийки», Роман Киселюк
• «Ключівські прислів’я, приказки та инше», Микола Савчук
• «Ключівські весільні співанки», Микола Савчук
• «Шо кому смакує — най здоров пакує! Гуцульські прислів’я, приказки, влучні вислови», Петро Гавука, Олександр Масляник, Ярослава Ткачук
• «Олекса Довбуш. Таємниця Сили», Василь Карпʼюк
• «Олекса Довбуш. Лігво Арідника», Василь Карпʼюк
• «Олекса Довбуш. Кров опиря», Василь Карпʼюк
• «Чудернацька карпатська історія», Василь Карпʼюк
У 2024 р. видавництво відкрило власний інтернет-магазин файних книжок «Брустури».
Видавництво Discursus / Брустури бере участь у найбільших книжкових ярмарках та фестивалях України (Книжковий Арсенал, Форум видавців, Книжкова країна та ін.), а видання неодноразово були відзначені літературними преміями, конкурсами та книжковими рейтингами (Книжка року, ЛітАкцент, Книга року ВВС, Найкраща книга Прикарпаття та ін.).
У 2016 видавництво булу представлене на книжковій виставці у Словаччині

## Анімація літературного процесу
Крім основної діяльності — друку українських книжок, компанія займається організацією літературних заходів та презентацій. Зокрема є співорганізатором першої в Україні резиденції для молодих українськомовних письменників «Станіславський феномен», «Молодої республіки поетів» в рамках Форуму видавців у Львові (2014), Літературного фестивалю «Покрова» ім. Тараса Мельничука та конкурсу прозових творів про УПА.

## Видання
- «Козаки правлять країною» - навчальний воркбук авторів Ліни Максимук, Ірини Голодюк, Марини Старик та Наталії Соболевської (2021).